# Simon von Haeberl

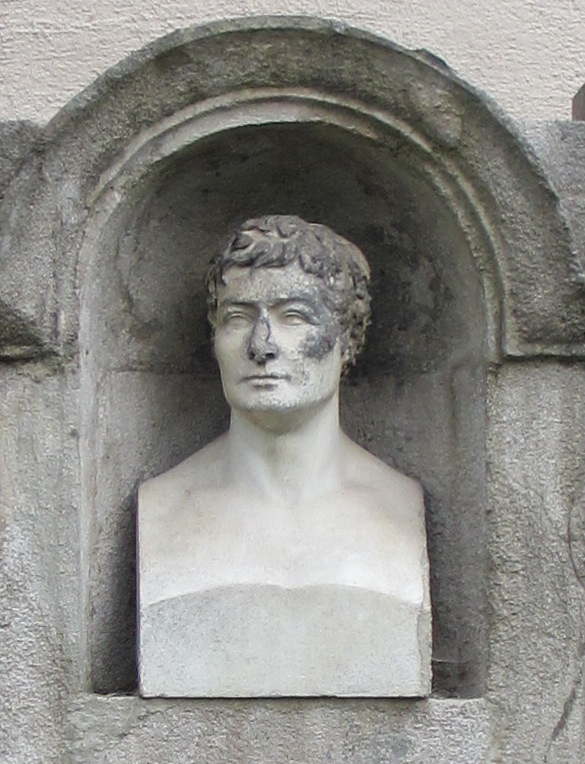
Die Marmorbüste Haeberls auf seinem Grab ist eine Arbeit von Ludwig Schwanthaler

Simon Haeberl, ab 1808 Ritter von Haeberl, (häufig auch Häberl; * 25. Oktober 1772 in München; † 1. April 1831 ebenda) war ein deutscher Arzt. Er war ein Reformer des bayerischen Gesundheitssystems.

## Leben
Haeberl schloss 1789 das kurfürstliche Gymnasium in München (heute Wilhelmsgymnasium München) ab und studierte ab 1792 an der Universität Ingolstadt Medizin und wurde anschließend Arzt in München. Er war zunächst Assistent von Franz Xaver von Haeberl und Ferdinand Maria von Baader. Mit Letzterem war er weitläufig verwandt und arbeitete zeitlebens zusammen.
Haeberl lernte früh die Missstände des bayerischen Gesundheitssystems kennen und bemühte sich anschließend um deren Verbesserung. Bei den Feldzügen 1806 und 1807 war er Dirigent des Militärsanitätswesens. Zurückgekehrt wurde er als Obermedizinalrat an die Spitze des inneren Sanitätswesens des Königreichs Bayern gestellt. Er führte 1807 die gesetzliche Pockenimpfung und die Central-Veterinärschule ein. 1808 legte er den Entwurf des sogenannten „Organischen Edicts“ mit dem das Gesundheitssystem neuorganisiert wurde. Im selben Jahr war er mit Franz Xaver von Haeberl am Aufbau des Allgemeinen Krankenhauses München beteiligt und wurde mit dem Ritterkreuz des Verdienstordens der Bayerischen Krone ausgezeichnet. Seine politische Arbeit endete 1817 auf eigenes Gesuch hin kurz nach dem Rücktritt des Innenministers Maximilian von Montgelas, mit dem er zuvor erfolgreich zusammenarbeitete. Seit 1821 war er außerordentliches Mitglied der Bayerischen Akademie der Wissenschaften.
1828 wurde er aufgrund schwerer Krankheit pensioniert, kurz darauf starb er an seinem Leiden. Am Klinikum in der Ziemssenstraße 1 wurde eine Gedenktafel für ihn angebracht.

## Grabstätte

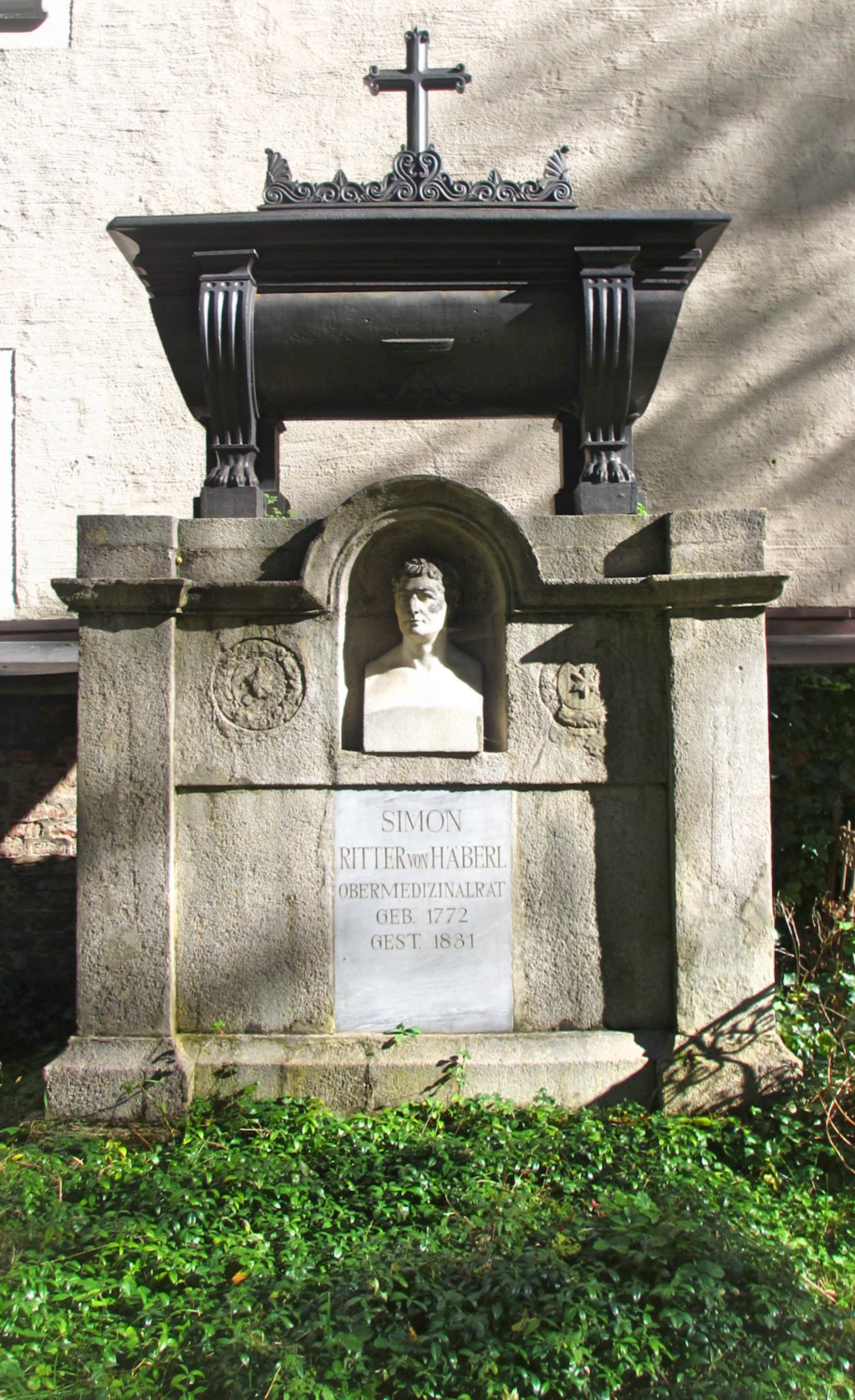
Grab von Haeberl auf dem Alten Südlichen Friedhof in München

Die Grabstätte von Haeberl befindet sich auf dem Alten Südlichen Friedhof in München (Mauer Links Platz 232/233 bei Gräberfeld 7) Standort. Das Grabmal ist ein Entwurf von Jean Baptiste Métivier, die Marmorbüste ist eine Arbeit von Ludwig Schwanthaler.

## Gedenktafel

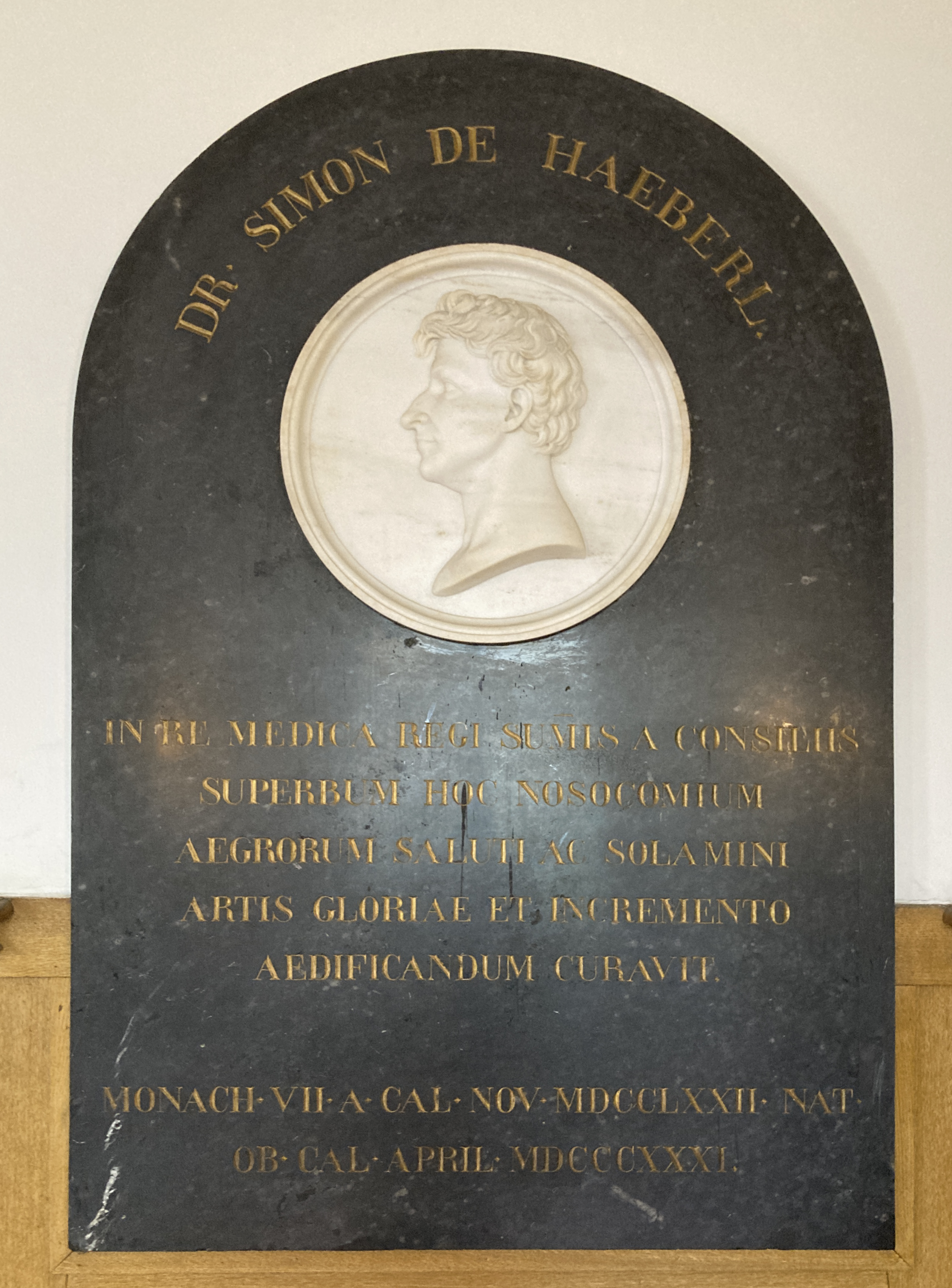
Gedenkplatte für Simon Haeberl im Eingangsfoyer der Medizinischen Klinik

Im Eingangsfoyer der Medizinischen Klinik in der Ziemssenstrasse 1 ehrte die Stadt München mit einer Gedenktafel Simon von Haeberl für seine Leistungen beim Aufbau der Klinik mit folgender Inschrift:
DR. SIMON DE HAEBERL
IN RE MEDICA REGI SUVIIS A CONSILIIS
SUPERBUM HOC NOSOCOMIUM
AEGRORUM SALUTI AC SOLAMINI
ARTIS GLORIAE ET INCREMENTO
AEDIFICANDUM CURAVIT.
MONACH•VII•A•CAL•NOV•MDCCLXXII•NAT
Das Medaillon mit der Halbbüste von Simon von Haeberl stammt vermutlich vom Bildhauer Johannes Leeb wie auch das Medaillon der spiegelbildlich im Eingangsfoyer hängenden Gedenktafel für Franz Xaver von Haeberl, dem ersten Direktor und Professor der Klinik.